# Spomen na kraljeve i banove Kraljevstva Dalmacije, Hrvatske i Slavonije
Spomen na kraljeve i banove Kraljevstva Dalmacije, Hrvatske i Slavonije (lat. Memoria regum et banorum regnorum Dalmatiae, Croatiae et Sclavoniae), povijesno djelo baruna Jurja Ratkaja Velikotaborskog (1612. – 1666.), izdano u Beču 1652. godine koje predstavlja prvu sintezu povijesti hrvatskih zemalja. Djelo je nastalo na zahtjev bana Ivana III. Draškovića († 1648.), ali budući da je on umro prije dovršetka pisanja djela i prije njegova tiskanja, Ratkaj je djelo posvetio apostolskom kralju Ferdinandu IV. (1647. – 1654.) te presvijetloj gospodi braći Nikoli VII. i Petru IV. Zrinskom.
U uvodu djela Ratkaj je napisao da je odlučio napisati historijsko djelo o iliričkoj povijesti s namjerom da ostavi budućim generacijama spomen na… veličinu kraljevstva, niz kraljeva i potkraljeva, pučke običaje i junačka djela vojnika te obrani prava Hrvatske i hrvatskog plemstva protiv ugarskog prava.

## Sadržaj
U uvodnom dijelu knjige utemeljuje nacionalnu povijesti u biblijskim i antičkim vremenima i povezuje sa širenjem kršćanstva u Iliriku. Etnogenezu Slavena dovodi u vezu s drevnom grčkom mitologijom. U drugoj knjizi obrađuje razdoblje hrvatskih narodnih vladara i osnivanje hrvatske države, a u opisu događaja koristi se hrvatskom redakcijom Ljetopisa Popa Dukljanina kojeg je objavio splitski humanist Marko Marulić (1450. – 1524.). U trećem dijelu knjige bavi se događajima u Ugarskoj i njoj podređenoj Hrvatskoj od trenutka kada je ugarski kralj Ladislav naslijedio prijestolje od svoje sestre hrvatske kraljice Jelene Lijepe, koja je ostala udovicom nakon smrti hrvatskog kralja Dmitra Zvonimira (1075. – 1089.), a završava ga Mohačkom bitkom i sukobom između Ferdinanda I. i Ivana Zapolje. U četvrtoj knjizi daje opisuje razdoblje od početka habsburške vladavine pa do početka 17. stoljeća i donosi spomen na niz potkraljeva koje su postavili Habsburzi za svoje namjesnike u Hrvatskoj. Zadnje dvije knjige bave se onim što je sigurnije i jasnije, odnosno što onim što se događalo za Ratkajeva života i taj je dio njegova djela najpouzdaniji i najkvalitetnije obrađen.